# Zhou Xiaozhou
Zhou Xiaozhou (ur. 1912, zm. 25 grudnia 1966) – chiński działacz komunistyczny.
Pełnił funkcję osobistego sekretarza Mao Zedonga. W latach 1938–1943 działał w strukturach KPCh w Hunanie. W 1956 został mianowany I sekretarzem partii w tej prowincji. Krytyczny wobec polityki wielkiego skoku, w 1959 wyeliminowany z życia politycznego na fali represji związanej ze sprawą Peng Dehuaia.
Poddany represjom w czasie rewolucji kulturalnej, popełnił samobójstwo zażywając dużą liczbę tabletek nasennych. Zrehabilitowany pośmiertnie w 1979 roku.